# Hyllus nummularis
Hyllus nummularis là một loài nhện trong họ Salticidae.
Loài này thuộc chi Hyllus. Hyllus nummularis được Gerstäcker miêu tả năm 1873.